# Lemmings 2: The Tribes
Lemmings 2: The Tribes – druga gra z serii Lemmings. W stosunku do poprzedniej części jest ona znacznie rozbudowana, dodano nowe umiejętności (ponad 60) lemingów, a także możliwość zapisu stanu gry. Dodano również fabułę – lemingi muszą znaleźć 12 części potężnego talizmanu. Zadanie jest to samo co w poprzedniej części – doprowadzić Lemingi do celu.